# Rezeptives Feld
Unter einem rezeptiven Feld versteht man den Bereich von Sinnesrezeptoren, der an ein einziges nachgeschaltetes Neuron Informationen weiterleitet.
Sehr häufig wird der Begriff für Bereiche auf der Netzhaut des Auges verwendet. Viele Photorezeptoren konvergieren hier auf wenige Ganglienzellen. Insgesamt konvergieren rund 126 Millionen Rezeptoren auf eine Million retinale Ganglienzellen.
Die Konvergenz hat vier wichtige Einflüsse:
- Reduktion: Die Flut an eingehender Information wird reduziert, sodass die Signale leichter bearbeitet werden können.
- Sehschärfe: Circa 120 Millionen Stäbchen und sechs Millionen Zapfen konvergieren auf eine Million Ganglienzellen. Die rezeptiven Felder für Zapfen sind viel kleiner und damit die Sehschärfe bei ihnen größer. Die etwa 60.000 Zapfen in der Fovea nehmen dabei eine Sonderrolle ein, da sie nicht konvergieren, sondern direkt auf ihre "eigenen" Ganglienzellen projizieren. Deshalb ist die Fovea der Ort des schärfsten Sehens, während zur Peripherie des Auges hin die rezeptiven Felder größer sind und die Sehschärfe geringer ist.
- höhere Empfindlichkeit: Da ein eingehendes Lichtsignal durch Konvergenz verstärkt werden kann (ein Neuron wird von mehreren Rezeptoren angeregt), ist die Empfindlichkeit bei höherer Konvergenz größer (siehe räumliche Summation).  Bei den größeren rezeptiven Feldern in der Peripherie nimmt daher auch die Fähigkeit zu, Bewegungen wahrzunehmen.
- Spezifität: Durch Konvergenz werden nachgeschaltete Neurone nur aktiviert, wenn das Signal einen bestimmten, aktivierenden Bereich der Zellen des rezeptiven Felds reizt. Wird nur ein zu geringer oder anderer Teil der Zellen des rezeptiven Felds angeregt, kann das Signal unterschwellig bleiben.

Viele rezeptive Felder lassen sich in ein Zentrum und ein Umfeld einteilen. Meistens sind diese entgegengesetzt verschaltet, sodass man vom sogenannten Zentrum-Umfeld-Antagonismus spricht. Dabei gibt es zwei wichtige Arten von Feldern:

Ein On-Zentrum-Neuron mit unterschiedlicher Belichtung und der dazugehörigen Feuerungsrate.

1. On-Zentrum-Neurone haben ein erregendes Zentrum und ein hemmendes Umfeld
2. Off-Zentrum-Neurone haben ein hemmendes Zentrum und ein erregendes Umfeld

Wird beispielsweise das Umfeld des On-Zentrum-Neurons beleuchtet, so bewirkt das eine Hemmung des Signals (die sog. laterale Hemmung). Ein rezeptives Feld spricht optimal auf einen Reiz an, der nur das Zentrum erregt. Der Sinn solcher Verschaltungen liegt in der höheren Kontrastfähigkeit des Auges. Dadurch können beispielsweise Objektränder besser wahrgenommen werden.

## Definition in der angelsächsischen Literatur
Häufig führt ein anderer, gleichnamiger Sachverhalt, der ebenfalls mit neuronaler Reizverarbeitung im Zusammenhang steht, zu Missverständnissen. Insbesondere, da dies in der angelsächsischen Literatur die vorherrschende Definition von „receptive field“ ist. Hierbei bezeichnet das rezeptive Feld eines Neurons den Bereich in einem (Parameter-)Raum, in dem ein Stimulus liegen muss, damit das Neuron auf diesen Reiz mit Aktionspotentialen reagiert. Dies gilt für zentrale Neurone, bei denen das Konzept „einer einzigen nachgeschalteten“ Zelle keinen Sinn ergibt.